# Groomer
Groomer – fryzjer zwierząt.

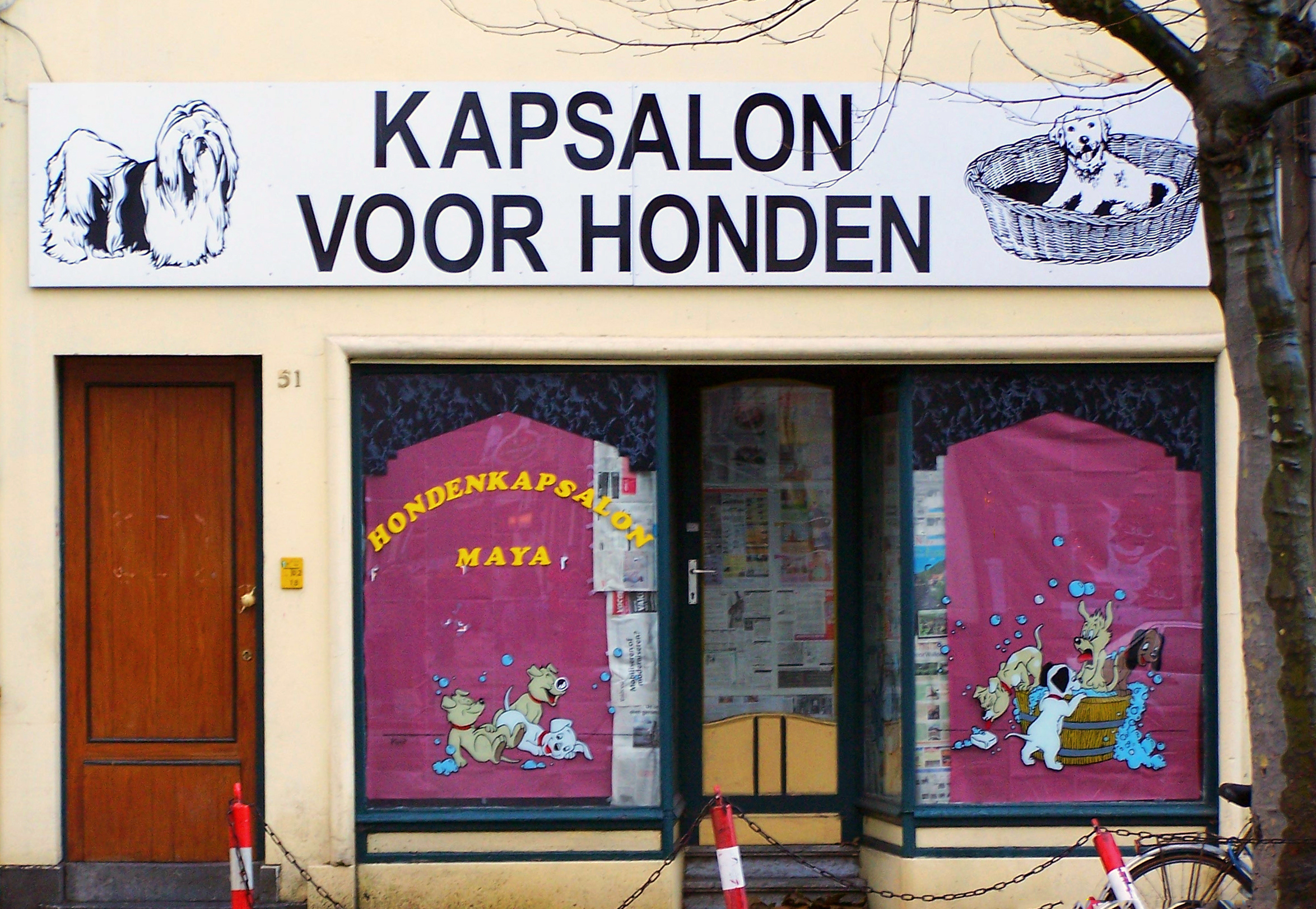
Fryzjer dla psów w Antwerpii

Określenie pochodzi od angielskiego czasownika to groom, czyli „pielęgnować”. Zawód ten znany jest w wielu krajach świata. Groomerzy nie tylko przycinają sierść, ale zajmują się też myciem, trymowaniem, czyszczeniem uszu, usuwaniem insektów, obcinaniem pazurów i wieloma innymi zabiegami. Istnieją specjalne przyrządy do pielęgnacji sierści psów różnych ras. Niektóre salony oferują nawet farbowanie oraz psie perfumy.
W Polsce nie jest to zawód regulowany, jednak w wielu krajach Europy oraz w Stanach Zjednoczonych jego wykonywanie obwarowane jest pewnymi warunkami. Aby otworzyć tam salon fryzjerski dla zwierząt, konieczne jest ukończenie specjalistycznego kursu oraz zgoda odpowiedniego urzędu.